# 2018年のJリーグ
この項目では、2018年シーズンの日本プロサッカーリーグ（Jリーグ）について述べる。

## 概要
Jリーグ発足から26年目のシーズンになる。前年のJFLの結果、この年は成績要件等を満たしてJ3に新規参入するクラブが現れなかった ことから、2007年シーズン以来11年ぶりに（J3発足後では初めて）総クラブ数の増減がない。
この年からJ1とJ2の入れ替え制度に変更があり、前年まで行われてきたJ2の3位から6位までの最大4クラブによりJ1昇格を争う「J1昇格プレーオフ」をリニューアルし、J2の3位から6位までの最大4クラブにJ1の16位クラブを加えた最大5クラブによりJ1昇格・残留を争う「J1参入プレーオフ」が行われることになっていた。
公式試合球としてアディダスの「テルスター18」が採用されたが、リーグ戦とルヴァンカップではデザインが異なる。

## できごと
1月12日
J1、J2、J3各クラブのホーム開幕カードが発表された。J1はリーグ史上初となる平日（金曜日）開幕となり、2月23日にサガン鳥栖vsヴィッセル神戸（ベストアメニティスタジアム）の一戦が行われ、その他のカードは24日と25日に4試合ずつ行われる。J2は2月25日に全試合開催、J3は3月9日に1試合、10日に2試合、11日に5試合が行われる。なお、J2・松本山雅FCはホームスタジアムの松本平広域公園総合球技場（アルウィン）の芝改修工事に伴い、山梨中銀スタジアムでのホーム開幕となる（3月17日の第4節・ファジアーノ岡山戦）。
1月24日
J1、J2、J3及びYBCルヴァンカップの全試合日程が発表された。
また、Jリーグ25周年の記念ロゴが発表された。公募作品の中から選ればれたもので、25年の軌跡とこれからも大きな夢に向かって歩み続けて行く様を表す「∞」をモチーフに、25周年のお祝いと、支えていただいた人々へのお礼の気持ちをイメージした水引のデザインを用いたもの。
1月30日
2015年シーズンより3年間にわたり「Jリーグ女子マネージャー」を務めた佐藤美希が「Jリーグ名誉マネージャー」就任することが発表された。前任の足立梨花に続く2人目。
2月1日
2018年シーズンの登録選手が発表された。カテゴリー全体の最年長が三浦知良（横浜FC）の50歳11カ月6日、最年少が三原秀真（愛媛FC）の16歳6カ月16日（年齢は2月1日時点）。
2月27日
この日行われた理事会で、J2・J3に「優勝監督賞」を新設する とともに、通算300試合出場（J1リーグ換算）の選手に功労金を贈る制度を新設することを承認。
また、同じ理事会で、SC相模原のホームタウンを「相模原市・座間市」に変更（座間市を追加）することを承認。
同理事会では2018年の（公社）日本プロサッカーリーグ理事・監事・特任理事候補者を内定。空席となっていた専務理事に（株）ファジアーノ岡山スポーツクラブ 代表取締役、元ゴールドマン・サックス証券執行役員の木村正明を選任（木村は正式決定予定日の3月27日付でファジアーノ岡山の代表を退任）、常勤理事の木下由美子が退任し、後任に公認会計士の米田惠美を選任。非常勤理事5名と監事1名が交代し、特任理事にサッカー指導者の佐伯夕利子とトラストテック執行役員の外山晋吾を選任。
2月28日
2017年までのJサテライトリーグに替わる強化育成策としてJリーグ育成マッチデーの開催を発表。
3月20日
この日行われた理事会で、試合実施要項の一部改訂を承認し即日実施。金曜開催の増加に伴い、リーグへの選手・役員登録日を毎週金曜日に固定していたものを、金曜日に試合が行われる週は木曜日に変更するというもの。
3月21日
この日開催される予定だったJ3 第3節・SC相模原 vs アスルクラロ沼津（相模原ギオンスタジアム）の試合が雪の影響により中止となった。同試合の代替開催日は7月28日に開催予定とされた。
3月27日
新たに池田純（横浜DeNAベイスターズ初代社長）・岡部恭英（TEAMマーケティング テレビ放映権セールスマネジャー）の2名とアドバイザー契約を締結。アドバイザーが7名体制となる。
4月24日
同日開催の理事会で2018JリーグYBCルヴァンカップにおける交代要員の数について、延長戦に入った場合に4人目の交代選手を認めるルール変更を決定した（プレーオフステージ第2戦から決勝戦から）。本ルールは2018年3月3日に国際サッカー評議会（IFAB）の年次総会において、競技規則に追加することが決定された。
5月18日
この日開催されたJ2 第15節・ファジアーノ岡山 vs 東京ヴェルディ（シティライトスタジアム）の試合が雷雨のため62分（後半17分）・岡山 0-1 東京Vの状況で中断し、そのまま中止となった。6月27日に中断時点からの再開試合が開催された。
5月30日
この日行われた理事会で、ユニフォーム要項の改定を決定し即日実施。選手の背番号について「事前にJリーグに登録しなければならず、シーズン途中の変更は認めない」としていた規定を削除するもの。ヴィッセル神戸に加入するアンドレス・イニエスタがFCバルセロナ時代に長年着用していた背番号「8」をつけられるようにするための要項改正と報じられている。
6月21日
6月23日に開催予定だったJ3 第15節・ガンバ大阪U-23 vs ザスパクサツ群馬（万博記念競技場）の試合が大阪府北部地震の影響により中止することを発表。8月18日にパナソニックスタジアム吹田で代替開催される。G大阪U-23の試合では、J3第18節・vs鹿児島ユナイテッドFC戦、J3第20節・vsY.S.C.C.横浜戦も万博記念競技場からパナソニックスタジアム吹田に会場変更して行われる。
7月7日
平成30年7月豪雨の影響により、同日に行われる予定だった以下のJ2・J3計3試合の中止を発表。
- J2 第22節・京都サンガF.C. vs アビスパ福岡（京都市西京極総合運動公園陸上競技場兼球技場） - 9月26日に代替開催。
- J3 第17節・ギラヴァンツ北九州 vs 鹿児島ユナイテッドFC（ミクニワールドスタジアム北九州） - 8月18日に代替開催。
- 同・ガイナーレ鳥取 vs ザスパクサツ群馬（とりぎんバードスタジアム） - 7月28日に代替開催。

7月26日
J1 第25節以降、J2 第31節以降およびJ3 第21節以降の開催日、試合開始時間が発表された。
7月28日
台風12号の影響により、同日行われる予定だった以下のJ1・J3の4試合の中止を発表（特記なきものは試合当日に中止発表）。
- J1 第18節・名古屋グランパス vs 北海道コンサドーレ札幌（パロマ瑞穂スタジアム）- 前日の7月27日に中止発表 - 10月28日に代替開催。
- 同・横浜F・マリノス vs 清水エスパルス（日産スタジアム） - 8月29日に代替開催。
- 同・湘南ベルマーレ vs 川崎フロンターレ（Shonan BMW スタジアム平塚） - 9月26日（ただし、同日に天皇杯 JFA 第98回全日本サッカー選手権大会ラウンド16の同カードの延期試合が開催される場合は10月3日）に代替開催。
- J3 第3節（3月21日開催予定の中止延期分）・SC相模原 vs アスルクラロ沼津（相模原ギオンスタジアム） - 9月12日に代替開催。

7月29日
台風12号の影響により、同日行われる予定だった以下のJ2 第26節の4試合の中止を発表（特記なきものは試合当日に中止発表）。
- ファジアーノ岡山 vs 徳島ヴォルティス（シティライトスタジアム）- 前日の7月28日に中止発表。8月22日に代替開催。
- レノファ山口FC vs FC町田ゼルビア（維新みらいふスタジアム）- 前日の7月28日に中止発表。10月17日に代替開催。
- カマタマーレ讃岐 vs モンテディオ山形（Pikaraスタジアム）- 前日の7月28日に中止発表。9月19日に代替開催。
- アビスパ福岡 vs 横浜FC（レベルファイブスタジアム） - 9月12日に代替開催。

7月31日
この日行われた理事会で、平成30年7月豪雨災害に対する支援として、義援金1,000万円を拠出することを決定。
また、同じ理事会で、松本山雅FCのホームタウンを「松本市・塩尻市・山形村・安曇野市・大町市・池田町・生坂村」に変更（生坂村を追加）することを承認。
9月25日
清水エスパルスの元経理担当社員が、2012年からの6年間において不正経理を行っていたとして、同クラブに対しJリーグ規約違反として譴責と制裁金の制裁を行うと発表。
9月27日
2019シーズンのクラブライセンスの審査結果を公表。
9月29日
台風24号の影響により、翌日（9月30日）に開催予定だった以下のJ1・J2の計4試合の中止を発表。
- J1 第28節・ジュビロ磐田 vs 湘南ベルマーレ（ヤマハスタジアム） - 10月30日に代替開催。
- 同・セレッソ大阪 vs 名古屋グランパス（ヤンマースタジアム長居） - 11月6日にキンチョウスタジアムで代替開催。
- J2 第35節・カマタマーレ讃岐 vs FC町田ゼルビア（Pikaraスタジアム） - 10月31日に代替開催。
- 同・徳島ヴォルティス vs ヴァンフォーレ甲府（鳴門・大塚スポーツパークポカリスエットスタジアム） - 10月16日に代替開催。

10月12日
Jリーグが高橋峻希（ヴィッセル神戸）に対する譴責処分（始末書の提出）を発表。9月23日のJ1 第27節・浦和レッズ戦（埼玉スタジアム2002）に先立ち、浦和アカデミーで一緒だった知人に神戸所属のアンドレス・イニエスタの出場可否を聞かれ、イニエスタは出場しないことを伝えたことがJリーグ規約第89条（禁止事項）に抵触するというもの。なお、クラブは高橋に対して独自に1ヶ月の謹慎処分を実施。
10月25日
この日行われた理事会で、SC相模原のホームタウンを「相模原市・座間市・綾瀬市・愛川町」に変更（綾瀬市と愛川町を追加）することを承認。
11月3日
この日行われたJ3 第30節第1日の結果により、FC琉球のJ3優勝（初優勝）およびJ2昇格が決定。
11月10日
この日行われたJ1 第32節第2日の結果により、川崎フロンターレのJ1優勝（2年連続2回目）が決定。
11月17日
この日行われたJ2 第42節第1日の結果により、松本山雅FCのJ2優勝（初優勝）およびJ1昇格が決定。
11月20日
横浜F・マリノスの元社員が2012年から2018年の約7年間において、約3,300万円を私的流用していたとして、同クラブに対しJリーグ規約違反として譴責と制裁金の制裁を行うと発表。
また、この日行われた理事会でヴァンラーレ八戸のJ3入会を承認。
11月24日
この日行われたJ1 第33節・清水エスパルスvsヴィッセル神戸（IAIスタジアム日本平）の試合で、「4分」と表示された後半アディショナルタイム (AT) が18分50秒も取られる事態に。12月17日に行われた「第6回JFAレフェリーブリーフィング」でJFAトップレフェリーグループシニアマネジャーの上川徹から、この試合の主審である柿沼亨が後半AT中の2度の試合中断時（清水MF河井陽介と清水DF立田悠悟がそれぞれ負傷し、ピッチ内で応急処置後に救急搬送）に計時を止めるだけでよいところを、誤って「試合が止まった時間」をATに上乗せしてしまったのが原因であると説明された。なお、試合は後半AT14分のGK六反勇治のゴール（GKのゴールとしてはJ1では22年ぶり2人目）で追いついた清水が3-3で引き分けたものの、終了間際に乱闘騒ぎも発生し、後味の悪い試合となった。
12月3日
この日行われた理事会で、グルージャ盛岡のホームタウンを「盛岡市・宮古市・大船渡市・花巻市・北上市・久慈市・遠野市・一関市・陸前高田市・釜石市・二戸市・八幡平市・奥州市・滝沢市・雫石町・葛巻町・岩手町・紫波町・矢巾町・西和賀町・金ケ崎町・平泉町・住田町・大槌町・山田町・岩泉町・田野畑村・普代村・軽米町・野田村・九戸村・洋野町・一戸町【岩手県全県】」に変更（陸前高田市を追加）することを承認。

## J1
| 順 | チーム                 | 試 | 勝 | 分 | 敗 | 得 | 失 | 差  | 点 | 出場権または降格               |
| -- | ---------------------- | -- | -- | -- | -- | -- | -- | --- | -- | ------------------------------ |
| 1  | 川崎フロンターレ (C)   | 34 | 21 | 6  | 7  | 57 | 27 | +30 | 69 | ACL2019 グループステージ出場   |
| 2  | サンフレッチェ広島     | 34 | 17 | 6  | 11 | 47 | 35 | +12 | 57 | ACL2020 プレーオフステージ出場 |
| 3  | 鹿島アントラーズ       | 34 | 16 | 8  | 10 | 50 | 39 | +11 | 56 | ACL2020 プレーオフステージ出場 |
| 4  | 北海道コンサドーレ札幌 | 34 | 15 | 10 | 9  | 48 | 48 | 0   | 55 |                                |
| 5  | 浦和レッズ             | 34 | 14 | 9  | 11 | 51 | 39 | +12 | 51 |                                |
| 6  | FC東京                 | 34 | 14 | 8  | 12 | 39 | 34 | +5  | 50 |                                |
| 7  | セレッソ大阪           | 34 | 13 | 11 | 10 | 39 | 38 | +1  | 50 |                                |
| 8  | 清水エスパルス         | 34 | 14 | 7  | 13 | 56 | 48 | +8  | 49 |                                |
| 9  | ガンバ大阪             | 34 | 14 | 6  | 14 | 41 | 46 | −5  | 48 |                                |
| 10 | ヴィッセル神戸         | 34 | 12 | 9  | 13 | 45 | 52 | −7  | 45 |                                |
| 11 | ベガルタ仙台           | 34 | 13 | 6  | 15 | 44 | 54 | −10 | 45 |                                |
| 12 | 横浜F・マリノス        | 34 | 12 | 5  | 17 | 56 | 56 | 0   | 41 |                                |
| 13 | 湘南ベルマーレ         | 34 | 10 | 11 | 13 | 38 | 43 | −5  | 41 |                                |
| 14 | サガン鳥栖             | 34 | 10 | 11 | 13 | 29 | 34 | −5  | 41 |                                |
| 15 | 名古屋グランパス       | 34 | 12 | 5  | 17 | 52 | 59 | −7  | 41 |                                |
| 16 | ジュビロ磐田 (O)       | 34 | 10 | 11 | 13 | 35 | 48 | −13 | 41 | J1参入プレーオフ出場（残留）   |
| 17 | 柏レイソル (R)         | 34 | 12 | 3  | 19 | 47 | 54 | −7  | 39 | J2リーグ 2019へ降格            |
| 18 | V・ファーレン長崎 (R)  | 34 | 8  | 6  | 20 | 39 | 59 | −20 | 30 | J2リーグ 2019へ降格            |

## J2
| 順 | チーム                  | 試 | 勝 | 分 | 敗 | 得 | 失 | 差  | 点 | 昇格または降格       |
| -- | ----------------------- | -- | -- | -- | -- | -- | -- | --- | -- | -------------------- |
| 1  | 松本山雅FC (C, P)       | 42 | 21 | 14 | 7  | 54 | 34 | +20 | 77 | J1昇格               |
| 2  | 大分トリニータ (P)      | 42 | 23 | 7  | 12 | 76 | 51 | +25 | 76 | J1昇格               |
| 3  | 横浜FC                  | 42 | 21 | 13 | 8  | 63 | 44 | +19 | 76 | J1参入プレーオフ進出 |
| 4  | FC町田ゼルビア (X)      | 42 | 21 | 13 | 8  | 62 | 44 | +18 | 76 |                      |
| 5  | 大宮アルディージャ      | 42 | 21 | 8  | 13 | 65 | 48 | +17 | 71 | J1参入プレーオフ進出 |
| 6  | 東京ヴェルディ          | 42 | 19 | 14 | 9  | 56 | 41 | +15 | 71 | J1参入プレーオフ進出 |
| 7  | アビスパ福岡            | 42 | 19 | 13 | 10 | 58 | 42 | +16 | 70 |                      |
| 8  | レノファ山口FC          | 42 | 16 | 13 | 13 | 63 | 64 | −1  | 61 |                      |
| 9  | ヴァンフォーレ甲府      | 42 | 16 | 11 | 15 | 56 | 46 | +10 | 59 |                      |
| 10 | 水戸ホーリーホック (X)  | 42 | 16 | 9  | 17 | 48 | 46 | +2  | 57 |                      |
| 11 | 徳島ヴォルティス        | 42 | 16 | 8  | 18 | 48 | 42 | +6  | 56 |                      |
| 12 | モンテディオ山形        | 42 | 14 | 14 | 14 | 49 | 51 | −2  | 56 |                      |
| 13 | ツエーゲン金沢          | 42 | 14 | 13 | 15 | 52 | 48 | +4  | 55 |                      |
| 14 | ジェフユナイテッド千葉  | 42 | 16 | 7  | 19 | 72 | 72 | 0   | 55 |                      |
| 15 | ファジアーノ岡山        | 42 | 14 | 11 | 17 | 39 | 43 | −4  | 53 |                      |
| 16 | アルビレックス新潟      | 42 | 15 | 8  | 19 | 48 | 56 | −8  | 53 |                      |
| 17 | 栃木SC                  | 42 | 13 | 11 | 18 | 38 | 48 | −10 | 50 |                      |
| 18 | 愛媛FC                  | 42 | 12 | 12 | 18 | 34 | 52 | −18 | 48 |                      |
| 19 | 京都サンガF.C.          | 42 | 12 | 7  | 23 | 40 | 58 | −18 | 43 |                      |
| 20 | FC岐阜                  | 42 | 11 | 9  | 22 | 44 | 62 | −18 | 42 |                      |
| 21 | ロアッソ熊本 (R)        | 42 | 9  | 7  | 26 | 50 | 79 | −29 | 34 | J3降格               |
| 22 | カマタマーレ讃岐 (R, X) | 42 | 7  | 10 | 25 | 28 | 72 | −44 | 31 | J3降格               |

## J3
| 順 | チーム                   | 試 | 勝 | 分 | 敗 | 得 | 失 | 差  | 点 | 昇格または降格 |
| -- | ------------------------ | -- | -- | -- | -- | -- | -- | --- | -- | -------------- |
| 1  | FC琉球 (C, P)            | 32 | 20 | 6  | 6  | 70 | 40 | +30 | 66 | J2昇格         |
| 2  | 鹿児島ユナイテッドFC (P) | 32 | 16 | 9  | 7  | 46 | 35 | +11 | 57 | J2昇格         |
| 3  | ガイナーレ鳥取           | 32 | 15 | 8  | 9  | 61 | 47 | +14 | 53 |                |
| 4  | アスルクラロ沼津         | 32 | 14 | 10 | 8  | 40 | 29 | +11 | 52 |                |
| 5  | ザスパクサツ群馬         | 32 | 15 | 7  | 10 | 37 | 35 | +2  | 52 |                |
| 6  | ガンバ大阪U-23           | 32 | 13 | 8  | 11 | 53 | 43 | +10 | 47 |                |
| 7  | セレッソ大阪U-23         | 32 | 13 | 7  | 12 | 47 | 36 | +11 | 46 |                |
| 8  | ブラウブリッツ秋田       | 32 | 12 | 7  | 13 | 37 | 35 | +2  | 43 |                |
| 9  | SC相模原                 | 32 | 12 | 6  | 14 | 42 | 53 | −11 | 42 |                |
| 10 | AC長野パルセイロ         | 32 | 10 | 11 | 11 | 39 | 37 | +2  | 41 |                |
| 11 | カターレ富山             | 32 | 12 | 5  | 15 | 41 | 50 | −9  | 41 |                |
| 12 | 福島ユナイテッドFC       | 32 | 9  | 13 | 10 | 36 | 43 | −7  | 40 |                |
| 13 | グルージャ盛岡           | 32 | 12 | 4  | 16 | 41 | 56 | −15 | 40 |                |
| 14 | FC東京U-23               | 32 | 10 | 6  | 16 | 38 | 45 | −7  | 36 |                |
| 15 | Y.S.C.C.横浜             | 32 | 8  | 10 | 14 | 40 | 48 | −8  | 34 |                |
| 16 | 藤枝MYFC                 | 32 | 10 | 4  | 18 | 32 | 48 | −16 | 34 |                |
| 17 | ギラヴァンツ北九州       | 32 | 6  | 9  | 17 | 22 | 42 | −20 | 27 |                |

## 昇格・降格
J1からJ2への降格
- J2 第42節第1日（11月17日）の結果によりV・ファーレン長崎のJ2降格が確定。
- J1 第33節第1日（11月24日）の結果により柏レイソルの17位以下が確定し、J2降格が確定。

J2からJ1への昇格
- J2 第42節第1日（11月17日）の結果により松本山雅FCの優勝と大分トリニータの2位が確定し、J1昇格が決定。

J2からJ3への降格
- J2 第42節第1日（11月17日）の結果によりカマタマーレ讃岐の22位が確定し、J3降格が確定。
- J3 第33節第3日（11月25日）の結果により21位・ロアッソ熊本のJ3降格が確定。

J3からJ2への昇格
- J3 第30節第1日（11月3日）の結果によりFC琉球の優勝が確定し、J2昇格が決定。
- J3 第33節第3日（11月25日）の結果により鹿児島ユナイテッドFCの2位が確定し、J2昇格が確定。

JFLからJ3への参入
- JFL セカンドステージ第14節（11月11日）の結果によりヴァンラーレ八戸のJ3参入のための成績条件（年間4位以内およびJリーグ百年構想クラブ内での上位2クラブ）が確定、同第15節（11月18日）の結果により観客動員要件（1試合平均2,000人以上）充足が確定。11月20日のJリーグ理事会で八戸のJリーグ入会（J3参入）を承認。

### J1参入プレーオフ
2018 J1参入プレーオフ（2018 J.League J1/J2 Play-Offs）
J1参入プレーオフの日程については、J1参入プレーオフ出場チームが天皇杯準決勝にも進出し、かつ天皇杯の準決勝・決勝開催日がそれぞれ12月5日・12月9日に変更された場合は、J1参入プレーオフの決定戦開催日を12月8日から12月15日・16日・19日のいずれかに変更する可能性があった。

J2の4位にJ1ライセンスを持たないFC町田ゼルビアが入ったため、J2から3チームとJ1の16位による争いとなった。
|  | 1回戦（11月25日・NACK） | 1回戦（11月25日・NACK） | 1回戦（11月25日・NACK） |  |  | 2回戦（12月2日・ニッパツ） | 2回戦（12月2日・ニッパツ） | 2回戦（12月2日・ニッパツ） | 2回戦（12月2日・ニッパツ） |  |  | 決定戦（12月8日・ヤマハ） |                |                |   |  |
|  |                         |                         |                         |  |  |                            |                            |                            |                            |  |  |                           |                |                |   |  |
|  |                         |                         |                         |  |  |                            |                            |                            |                            |  |  | J1 16位                   | ジュビロ磐田   | ジュビロ磐田   | 2 |  |
|  |                         |                         |                         |  |  | J2 3位                     | 横浜FC                     | 0                          | 0                          |  |  | J2 6位                    | 東京ヴェルディ | 東京ヴェルディ | 0 |  |
|  | J2 5位                  | 大宮アルディージャ      | 0                       |  |  | J2 6位                     | 東京ヴェルディ             | 1                          | 1                          |  |  |                           |                |                |   |  |
|  | J2 6位                  | 東京ヴェルディ          | 1                       |  |  |                            |                            |                            |                            |  |  |                           |                |                |   |  |

#### 1回戦
| 2018年11月25日 13:03 |

| 大宮アルディージャ (J2・5位) | 0 - 1    | 東京ヴェルディ (J2・6位) |
|                              | 公式記録 | 平智広 71分              |

| NACK5スタジアム大宮, さいたま市 観客数: 11,858人 主審: 高山啓義 |

#### 2回戦
| 2018年12月2日 13:03 |

| 横浜FC (J2・3位) | 0 - 1    | 東京ヴェルディ (J2・6位)      |
|                  | 公式記録 | ドウグラス・ヴィエイラ 90+6分 |

| ニッパツ三ツ沢球技場, 横浜市 観客数: 12,625人 主審: 松尾一 |

#### 決定戦
決定戦に挑むのは、J1からは後半アディショナルタイム4分のDF大井健太郎のオウンゴールで川崎に逆転負けを喫し、得失点差で13位から一気に順位を16位に下げてしまった磐田 と、プレーオフ2回戦の後半アディショナルタイム6分に、コーナーキックに合わせたGK上福元直人のヘディングシュートのこぼれ球をFWドウグラス・ヴィエイラが押し込んで、土壇場で11年ぶりのJ1昇格に王手をかけた6位東京V の2チーム。レギュレーションにより、磐田のホームスタジアムであるヤマハスタジアムでの一発勝負で行われた。
両チームとも直近の試合からメンバーを変更して臨んだこの試合、試合が進むにつれて磐田が出足の鋭いプレスで攻勢を強め、前半40分、磐田MF山田大記のスルーパスに反応して抜け出した磐田FW小川航基がペナルティエリア内で東京VのGK上福元直人に倒されPKを獲得。これを小川自ら冷静に決めて磐田が貴重な先制点を挙げる。後半に入っても攻勢を強める磐田は後半33分、ペナルティエリア手前でフリーキックを獲得すると、磐田MF田口泰士の放ったボールは絶妙なタイミングでしゃがんだ味方の頭上を抜いてゴールに突き刺さり、磐田が決定的な2点目を挙げる。このまま磐田が2-0で勝利し、J1残留を決めた。一方東京Vは磐田のハイプレスの前にボールを保持する普段のスタイルを発揮できず、シュートわずか2本に終わる完敗を喫し、力の差を見せつけられた形となった。
| 2018年12月8日 14:04 |

| ジュビロ磐田 (J1・16位)              | 2 - 0    | 東京ヴェルディ (J2・6位) |
| 小川航基 41分 (pen.) · 田口泰士 80分 | 公式記録 |                          |

| ヤマハスタジアム (磐田), 磐田市 観客数: 14,588人 主審: 家本政明 |

| 東京ヴェルディ |    |                        |        |      |
| GK             | 21 | 上福元直人             |        |      |
| DF             | 03 | 井林章                 |        |      |
| DF             | 04 | 香川勇気               |        |      |
| DF             | 05 | 平智広                 |        |      |
| DF             | 23 | 田村直也               |        |      |
| MF             | 16 | 佐藤優平               |        |      |
| MF             | 20 | 井上潮音               |        |      |
| MF             | 38 | 梶川諒太               | 43分   | 46分 |
| FW             | 09 | ドウグラス・ヴィエイラ |        | 46分 |
| FW             | 11 | 林陵平                 |        |      |
| FW             | 24 | 奈良輪雄太             |        | 64分 |
| 控え:          |    |                        |        |      |
| GK             | 01 | 柴崎貴広               |        |      |
| DF             | 02 | 若狭大志               |        |      |
| MF             | 08 | 内田達也               |        |      |
| MF             | 17 | 李栄直                 | 90+3分 | 64分 |
| MF             | 33 | 渡辺皓太               |        | 46分 |
| FW             | 07 | アラン・ピニェイロ     |        |      |
| FW             | 10 | レアンドロ             |        | 46分 |
|                |    |                        |        |      |
| 監督           |    |                        |        |      |
| ロティーナ     |    |                        |        |      |

## 表彰
Jリーグアウォーズは2018年12月18日に開催された。
| 賞                       | 受賞者 |
| ------------------------ | --- |
| 最優秀選手賞             | 家長昭博（川崎フロンターレ） |
| 得点王                   | ジョー（名古屋グランパス） |
| ベストヤングプレーヤー賞 | 安部裕葵（鹿島アントラーズ） |
| 優勝監督賞（J1）         | 鬼木達（川崎フロンターレ） |
| 優勝監督賞（J2）         | 反町康治（松本山雅FC） |
| 優勝監督賞（J3）         | 金鍾成（FC琉球） |
| 優秀監督賞（J1）         | ミハイロ・ペトロヴィッチ（北海道コンサドーレ札幌）                                                                                             |
| 優秀監督賞（J2）         | 片野坂知宏（大分トリニータ） |
| 優秀監督賞（J3）         | 吉田謙（アスルクラロ沼津） |
| 最優秀主審賞             | 佐藤隆治 |
| 最優秀副審賞             | 山内宏志 |
| フェアプレー賞 高円宮杯  | セレッソ大阪 |
| フェアプレー賞 (J1)      | サンフレッチェ広島、浦和レッズ、V・ファーレン長崎、鹿島アントラーズ、FC東京、ベガルタ仙台、柏レイソル、川崎フロンターレ、ガンバ大阪            |
| フェアプレー賞 (J2)      | 大分トリニータ、アルビレックス新潟、大宮アルディージャ、東京ヴェルディ、ロアッソ熊本、カマタマーレ讃岐、FC岐阜、松本山雅FC、ヴァンフォーレ甲府 |
| フェアプレー賞 (J3)      | ブラウブリッツ秋田、FC琉球、アスルクラロ沼津、ギラヴァンツ北九州、ザスパクサツ群馬、FC東京U-23、Y.S.C.C.横浜、ガイナーレ鳥取                   |
| フェアプレー個人賞       | 西川周作（浦和レッズ）、 秋元陽太（湘南ベルマーレ）、 澤田崇（V・ファーレン長崎）                                                              |
| 功労選手賞               | 石原克哉、 加地亮、 坂田大輔、 土屋征夫、 羽生直剛                                                                                             |
| 最優秀育成クラブ賞       | 横浜F・マリノス |
| 最優秀ゴール賞           | 大島僚太（川崎フロンターレ）第30節 vs神戸戦 69分（等々力）                                                                                     |

### ベストイレブン
| ポジション | 選手名             | 受賞回数 | 所属クラブ             |
| ---------- | ------------------ | -------- | ---------------------- |
| GK         | チョン・ソンリョン | 初       | 川崎フロンターレ       |
| DF         | 西大伍             | 2        | 鹿島アントラーズ       |
| DF         | エウシーニョ       | 2        | 川崎フロンターレ       |
| DF         | 車屋紳太郎         | 2        | 川崎フロンターレ       |
| DF         | 谷口彰悟           | 初       | 川崎フロンターレ       |
| MF         | チャナティップ     | 初       | 北海道コンサドーレ札幌 |
| MF         | 家長昭博           | 初       | 川崎フロンターレ       |
| MF         | 大島僚太           | 初       | 川崎フロンターレ       |
| MF         | 中村憲剛           | 8        | 川崎フロンターレ       |
| FW         | ジョー             | 初       | 名古屋グランパス       |
| FW         | ファン・ウィジョ   | 初       | ガンバ大阪             |

### 月間MVP
J1の6月、J2の12月は試合がなかったため表彰選手がいない。
| 月       | J1                     | J1                 | J1      |                        | J2                 | J2             | J2     |
| 月       | 選手                   | 所属               | 出典    | 選手                   | 所属               | 出典           |        |
| -------- | ---------------------- | ------------------ | ------- | ---------------------- | ------------------ | -------------- | ------ |
| 2月・3月 | 林卓人                 | サンフレッチェ広島 | [ 95 ]  |                        | オナイウ阿道       | レノファ山口FC | [ 96 ] |
| 4月      | ディエゴ・オリヴェイラ | FC東京             | [ 97 ]  | 小野瀬康介             | レノファ山口FC     | [ 98 ]         |        |
| 5月      | パトリック             | サンフレッチェ広島 | [ 99 ]  | 古橋亨梧               | FC岐阜             | [ 100 ]        |        |
| 6月      |                        |                    |         | 大前元紀               | 大宮アルディージャ | [ 101 ]        |        |
| 7月      | 鈴木優磨               | 鹿島アントラーズ   | [ 102 ] | 守田達弥               | 松本山雅FC         | [ 103 ]        |        |
| 8月      | ジョー                 | 名古屋グランパス   | [ 104 ] | 平戸太貴               | FC町田ゼルビア     | [ 105 ]        |        |
| 9月      | 今野泰幸               | ガンバ大阪         | [ 106 ] | 飯田真輝               | 松本山雅FC         | [ 107 ]        |        |
| 10月     | 北川航也               | 清水エスパルス     | [ 108 ] | 三平和司               | 大分トリニータ     | [ 109 ]        |        |
| 11月     | ファン・ウィジョ       | ガンバ大阪         | [ 110 ] | レアンドロ・ドミンゲス | 横浜FC             | [ 111 ]        |        |
| 12月     | ファン・ウィジョ       | ガンバ大阪         | [ 110 ] |                        |                    |                |        |

### 月間ベストゴール
| 月       | J1                     | J1                     | J1   | J1                   | J1       | J1      |
| 月       | 選手                   | 所属                   | 節   | 対戦相手（試合会場） | 得点時間 | 出典    |
| -------- | ---------------------- | ---------------------- | ---- | -------------------- | -------- | ------- |
| 2月・3月 | ソウザ                 | セレッソ大阪           | 3節  | 柏（三協F柏）        | 60分     | [ 112 ] |
| 4月      | 都倉賢                 | 北海道コンサドーレ札幌 | 6節  | 名古屋（札幌ド）     | 69分     | [ 113 ] |
| 5月      | 伊東純也               | 柏レイソル             | 14節 | 川崎（三協F柏）      | 32分     | [ 114 ] |
| 7月      | 安西幸輝               | 鹿島アントラーズ       | 17節 | 柏（カシマ）         | 65分     | [ 115 ] |
| 8月      | アンドレス・イニエスタ | ヴィッセル神戸         | 21節 | 磐田（ノエスタ）     | 15分     | [ 116 ] |
| 9月      | 仲川輝人               | 横浜F・マリノス        | 28節 | 仙台（ニッパツ）     | 37分     | [ 117 ] |
| 10月     | 大島僚太               | 川崎フロンターレ       | 30節 | 神戸（等々力）       | 69分     | [ 118 ] |
| 11月     | ルーカス・ポドルスキ   | ヴィッセル神戸         | 31節 | 名古屋（豊田ス）     | 10分     | [ 119 ] |
| 12月     | クリスティアーノ       | 柏レイソル             | 34節 | G大阪（三協F柏）     | 63分     | [ 120 ] |

## 協賛団体
| 協賛カテゴリー種別                                  | 協賛団体名                                                                      | 契約開始年度 |
| --------------------------------------------------- | ------------------------------------------------------------------------------- | ------------ |
| Jリーグタイトルパートナー                           | 明治安田生命保険                                                                | 2015年       |
| Jリーグトップパートナー                             | キヤノン キヤノンマーケティングジャパン                                         | 1996年       |
| Jリーグトップパートナー                             | アイデム                                                                        | 2005年       |
| Jリーグトップパートナー                             | 明治安田生命保険                                                                | 2014年       |
| Jリーグトップパートナー                             | ルートインジャパン                                                              | 2015年       |
| Jリーグトップパートナー                             | イオンリテール                                                                  | 2015年       |
| Jリーグトップパートナー                             | エレクトロニック・アーツ（EAスポーツ）                                          | 2016年       |
| Jリーグトップパートナー                             | TAG HEUER, Branch of LVMH Swiss Manufactures SA                                 | 2016年       |
| Jリーグトップパートナー                             | マスターカード・ジャパン                                                        | 2017年       |
| Jリーグトップパートナー                             | NTTドコモ                                                                       | 2017年       |
| Jリーグトップパートナー                             | コナミデジタルエンタテインメント                                                | 2018年       |
| Jリーグ百年構想パートナー                           | 朝日新聞社                                                                      | 2003年       |
| リーグカップ戦スポンサー                            | ヤマザキビスケット                                                              | 1992年       |
| スーパーカップスポンサー                            | 富士ゼロックス                                                                  | 1994年       |
| Jリーグオフィシャルエクイップメントパートナー       | モルテン                                                                        | 1993年       |
| Jリーグオフィシャルエクイップメントパートナー       | アディダス ジャパン                                                             | 2005年       |
| Jリーグオフィシャルブロードキャスティングパートナー | Perform Investment Limited（DAZN）                                              | 2017年       |
| Jリーグスポーツ振興パートナー                       | 日本スポーツ振興センター（スポーツ振興くじ <toto>）                             | 2003年       |
| JリーグオフィシャルECプラットフォームパートナー     | 楽天                                                                            | 2017年       |
| Jリーグオフィシャルテクノロジーパートナー           | NTTグループ                                                                     | 2017年       |
| Jリーグサポーティングカンパニー                     | ヤフー（Yahoo! JAPAN）                                                          | 2015年       |
| Jリーグサポーティングカンパニー                     | デロイトトーマツファイナンシャルアドバイザリー デロイトトーマツコンサルティング | 2017年       |

## Jリーグ百年構想クラブ
特記なしはいずれも日本フットボールリーグ（JFL）所属
前年度からの継続
- ヴァンラーレ八戸
- 栃木ウーヴァFC（関東サッカーリーグ1部）
- tonan前橋（関東サッカーリーグ2部）
- 東京武蔵野シティFC
- 奈良クラブ
- FC今治

## 2019年度クラブライセンス審査結果
2018年9月27日、Jリーグは2019シーズンのクラブライセンスのうち、J1・J2のライセンスについて、クラブライセンス交付第一審機関（FIB）による審査結果を発表した。J2ライセンス以上についてはJ1・J2の40クラブ、J3の8クラブ（秋田・群馬・富山・長野・鳥取・北九州・鹿児島・琉球）の計48クラブから申請があり、申請した48クラブ全てにライセンスが交付された。水戸は初のJ1ライセンス（解除条件付き）、秋田は秋田市八橋運動公園陸上競技場を本拠地にすることを条件として初のJ2ライセンス交付となる。なお、水戸はシーズン終了時に解除条件である「J1昇格のための順位要件を充足し、スタジアムの短期改修工事を行う」要件を満たさないことが確定したため、11月19日付でJ2ライセンス付与へ変更された。
一方、J3クラブライセンスについては、まず2018年9月25日に「J3入会を希望するクラブ」に対するJ3クラブライセンス申請の審査結果が公表され、申請のあった八戸・奈良・今治の3クラブから申請があり、申請した3クラブ全てにJ3ライセンス交付の判定となったことを発表した。2018年10月25日には、J2以上のライセンスを取得していない、J3リーグに参加している6クラブ（盛岡・福島・YS横浜・相模原・藤枝・沼津）に対するライセンス申請の審査結果が公表され、すべてのクラブにJ3ライセンス交付の判定の結果となった。なお、Jリーグ百年構想クラブのうち、JFLに所属する東京武蔵野シティFC、地域リーグ・関東サッカーリーグ1部に所属する栃木ウーヴァFC、同リーグ2部に所属するtonan前橋はJ3ライセンス申請を行っていない。
クラブ名の後ろに「」が付いたクラブは当該ライセンスを初めて交付されたクラブ。
- J1ライセンス（41クラブ→40クラブ） - 札幌、仙台、山形、鹿島、栃木、群馬、浦和、大宮、千葉、柏、FC東京、東京V、川崎、横浜FM、横浜FC、湘南、甲府、松本、新潟、富山、金沢、清水、磐田、名古屋、岐阜、京都、G大阪、C大阪、神戸、岡山、広島、山口、徳島、愛媛、福岡、北九州、鳥栖、長崎、熊本、大分
- J2ライセンス（7クラブ→8クラブ） - 秋田、水戸（条件付きJ1ライセンス→J2ライセンスに変更）、町田、長野、鳥取、讃岐、鹿児島、琉球
- J3ライセンス（9クラブ） - 盛岡・八戸・福島・YS横浜・相模原・藤枝・沼津・奈良・今治